# 學站
學站（日语：／ Gaku eki */?）是一位於日本德島縣吉野川市，隸屬於四國旅客鐵道（JR四國）的鐵路車站，車站編號為B12，現時只停靠普通列車。

## 站名由來

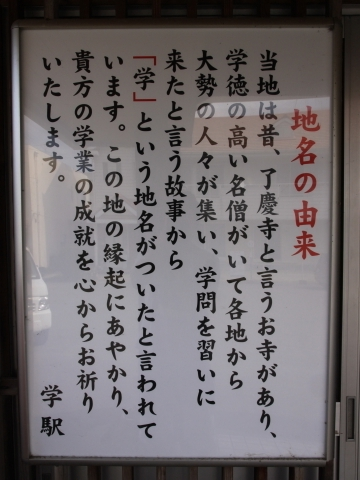
學站玄關口掛上了車站名稱的來源。

車站的玄關口掛上了車站名稱的來源：相傳車站附近的土地，曾經建有「了慶寺」，寺內聚居了不少有學問和德行的高僧，因而吸引不少達官貴人，特意前來謹見這些高僧，尋求智慧和學問，「學」這個名稱便漸漸成為代表寺院和附近地方的名稱。

## 車站結構
設有單層木製站舍1座。左側為候車大堂，設有自動售票機及候車座位；右側為原來的票務處及站務室，2010年起降為無人站後便上鎖不再使用，不過亦有加設自動售票機1座。
設有側式月台2座，提供2面2線的配置，有效長度為6輛。1號月台為主軌道，2號月台為副軌道，這是因為由阿波川島站駛入時，所採用的為Y型轉轍器，下行列車會靠左進站；另一端由山瀨站駛入時，卻是避線式路軌，左側為主線，右側為避線，一般情況下列車亦會駛入主線，現時設定為1號月台全為上行向德島方向、2號則全為下行向阿波池田方向。月台之間以向山瀨站方向的行人天橋連接。
1號月台向阿波川島方向則仍保留舊有貨物車廂路軌及貨物月台，2號月台則設有半輛車廂長度的有蓋開放式候車室。

### 月台配置
| 月台 | 路線    | 方向 | 目的地                                  | 備註 |
| ---- | ------- | ---- | --------------------------------------- | ---- |
| 1    | ■德島線 | 上行 | 德島、直通■牟岐線至阿南、桑野、海部方向 |      |
| 2    | ■德島線 | 下行 | 穴吹、阿波池田方向                      |      |

## 歷史
- 1899年12月23日：開業。
- 1987年4月1日：日本國鐵分割民營化，車站的營運由JR四國繼承。
- 2010年10月1日：因JR四國精簡人手，降為無人站[5]。

## 吉祥語車票
本站所發售的「吉祥語車票」，一直以來都成為日本人的愛好，這是因為車票內包涵了入閘用的「入」字和車站名稱「學」，從而砌出了「入學」的字句，自此成為了日本人希望能考進心怡的學校（尤其是大學）的吉祥物，由日本國鐵時代起以致轉為JR四國，均藉此大推各種各樣的紀念品，包括了一套五張的「學站入場券」套裝，取其「5入學」（ごにゅうがく）的意思，讀音上和（祝願入學）相同，又有將五張入場券放入不同顏色的御守內，作為護身符，另外還有各種車站站牌飾物等。
當學站未降為無人站時，票務處成為了發售紀念品的地方，也是車站其中一個主要收入來源；2010年10月1日起降為無人站後，相關產品轉至JR四國各主要車站內代售，而每逢1月1日至1月15日（成人之日），則會臨時安排站員駐守車站，處理車票及紀念品發售事宜。

## 相鄰車站
四國旅客鐵道（JR四國）
■德島線
阿波川島（B11）－學（B12）－山瀨（B13）